# Bonaventura Cerretti
Bonaventura Cerretti (ur. 17 czerwca 1872 w Comune de Bardono, zm. 8 maja 1933 w Rzymie) – włoski duchowny katolicki, dyplomata, kardynał.
Ukończył seminarium w Spoleto, a także Uniwersytet Gregoriański w Rzymie. Święcenia kapłańskie otrzymał 31 marca 1895 z rąk arcybiskupa Tancredo Fausti. W latach 1895–1899 pracował duszpastersko w rodzinnej diecezji Orvieto. W 1899 został pracownikiem Sekretariatu Stanu. Od 1904 prywatny szambelan Jego Świątobliwości. W tym samym roku wyjechał do Meksyku jako sekretarz delegacji apostolskiej. W latach 1906–1914 audytor delegacji apostolskiej do USA.
15 kwietnia 1914 otrzymał nominację na tytularnego arcybiskupa Filippopoli di Tracia. Miesiąc później otrzymał stolicę tytularną Corinto. Sakry udzielił mu kardynał Raffael Merry del Val y Zulueta. W październiku został delegatem apostolskim do Australii i Nowej Zelandii. Od 1917 pełnił funkcję sekretarza Kongregacji ds. Nadzwyczajnych Spraw Kościoła. Wysłany ze specjalną misją na konferencję pokojową do Paryża. 20 maja 1921 mianowany nuncjuszem we Francji.
Na konsystorzu z grudnia 1925 kreowany kardynałem prezbiterem S. Cecilia. W 1928 był legatem papieskim na 29 Międzynarodowy Kongres Eucharystyczny w Sydney. Od 1930 archiprezbiter bazyliki liberiańskiej, rok później został też prefektem Najwyższego Trybunału Sygnatury Apostolskiej. W marcu 1933 włączony do grona kardynałów biskupów jako biskup Velletri. Mianowany Kamerlingiem Świętego Kolegium Kardynałów, zmarł jednak niedługo po tej nominacji. Pochowany w bazylice S. Maria in Trastevere.